# Hột Thạch Liệt Lương Bật
Hột Thạch Liệt Lương Bật (chữ Hán: 紇石烈良弼, 1119 – 24 tháng 6 năm 1178), họ Hột Thạch Liệt (紇石烈), tên thật là Lâu Thất (娄室), thuộc tộc người Nữ Chân và là tể tướng nhà Kim dưới thời Hải Lăng Vương và Kim Thế Tông.
Năm 1132, nhờ được Hoàn Nhan Hy Doãn tiến cử mà ông đảm nhận công việc giảng dạy chữ Nữ Chân tại Bắc Kinh. Năm 1135, Hột Thạch Liệt Lương Bật được thăng làm Thượng thư tỉnh Lệnh sử, kiêm Chủ sự bộ Lại. Sau đó, ông lần lượt giữ các chức Hình bộ Thượng thư, rồi làm Thượng thư Tả hữu thừa.
Sau này, ông từng ra sức can gián Hoàn Nhan Lượng không nên đem quân nam chinh Nam Tống nhưng Kim chủ Lượng không nghe theo. Đến khi Kim Thế Tông lên ngôi, Hột Thạch Liệt Lương Bật được bổ nhiệm làm Đồng bình chương sự, phụ trách biên soạn Thái Tông thực lục và Hy Tông thực lục. Về chính sách đối với Tây Hạ, ông phản đối kế hoạch chia cắt đất nước của Nhậm Đắc Kính. Hột Thạch Liệt Lương Bật nổi tiếng là vị tể tướng coi trọng nông nghiệp và quý mến hiền tài thời bấy giờ.